# Мемориальный музей жертв Красного террора
Мемориальный музей жертв Красного террора — музей в Аддис-Абебе, Эфиопия. Основан в 2010 году в память о жертвах массовых репрессий, проводившихся в годы гражданской войны военной диктатурой. В экспозиции музея представлены орудия пыток, человеческие останки, гробы, окровавленная одежда, а также фотографии жертв режима.